# Hikmet Çetin

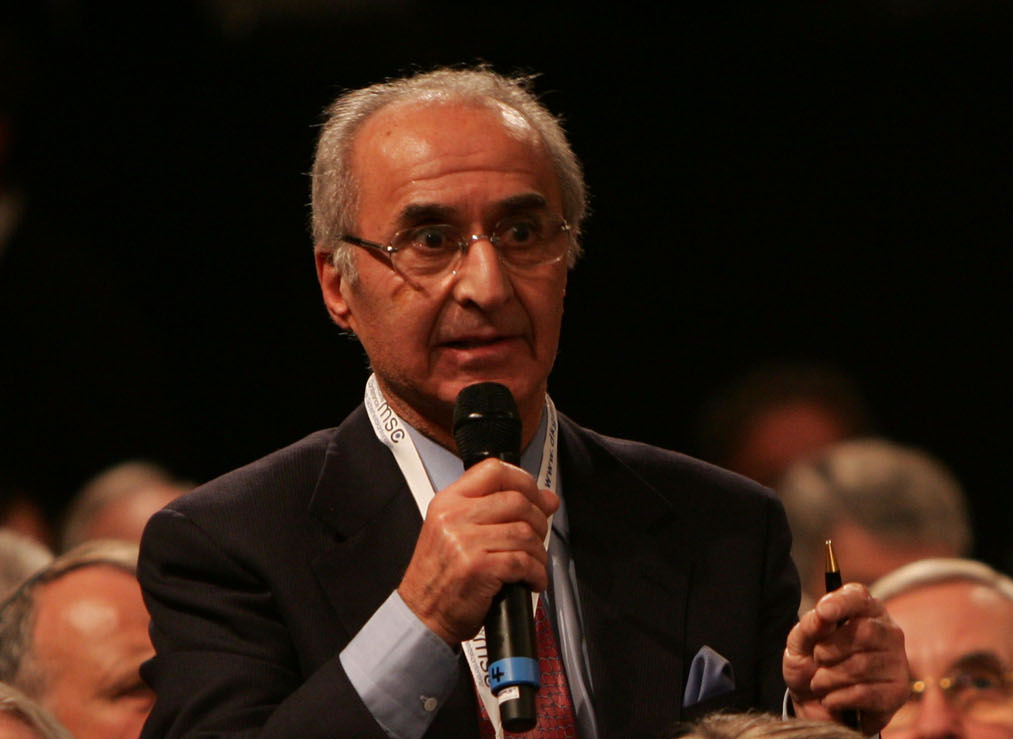
Hikmet Çetin bei der Münchner Sicherheitskonferenz im Februar 2011

Hikmet Çetin (* 10. August 1937 in Lice, Diyarbakır) ist ein türkischer Politiker und ehemaliger Vorsitzender der Republikanischen Volkspartei. Von 1991 bis 1994 war er Außenminister der Türkei.

## Jugend
Hikmet wurde in Lice, einem Landkreis von Diyarbakır, als Sohn kurdischer Eltern geboren. Nachdem er die Volksschule in seiner Heimatstadt und die weiterführende Schule in Ankara beendet hatte, studierte er 1960 an der Universität Ankara Politikwissenschaft, wo er auch seinen Bachelor in Volkswirtschaft bekam.
Nach seiner Ausbildung arbeitete Hikmet Çetin für die staatliche Planungsorganisation (Devlet Planlama Teşkilatı). Danach ging er in die Vereinigten Staaten, wo er am Williams College in Williamstown, Massachusetts seinen Master in "Economics of development" erhielt. 1968 war er zu Forschungszwecken an der Stanford University in Kalifornien. 1970 leistete er seinen Wehrdienst in der Türkei. Während dieser Zeit war er Teilzeitlektor an der Technischen Universität des Nahen Ostens in Ankara.

## Politische Karriere
Hikmet Çetin errang im Jahr 1977 einen Parlamentssitz für die Republikanische Volkspartei (CHP) im Wahlbezirk Istanbul. Zwischen 1978 und 1979 diente er als Staatsminister und später als stellvertretender Premierminister unter Bülent Ecevit. Nach dem Militärputsch von 1980 reiste Çetin nach Jemen, um dort beim Regierungsaufbau zu helfen.
1987 wurde er Abgeordneter des Wahlbezirks Diyarbakır für die Sosyaldemokrat Halkçı Parti. Hikmet Çetin erhielt 1990 für den Wahlbezirk Gaziantep sein drittes Abgeordnetenmandat, wiederum für die Sosyaldemokrat Halkçı Parti. Er wurde von Premierminister Süleyman Demirel 1991 zum Außenminister der Türkei ernannt. Hikmet Çetin trat von seinem Posten als Außenminister am 27. Juli 1994 zurück.
Hikmet Çetin nahm seinen Sitz im Parlament 1995 wieder wahr und wurde am 16. Oktober 1997 zum Parlamentspräsidenten gewählt, eine Position, die er bis zum 18. April 1999 ausübte. Çetin und andere türkische Politiker wie der Bezirksbürgermeister von Şişli, Mustafa Sarıgül, arbeiten an der Gründung einer sozialdemokratischen Partei in der Türkei.

## Weitere Aktivitäten
Çetin ist Kommissionsmitglied der Euro-Atlantic Security Community des Carnegie Endowment for International Peace.
Er ist Mitglied im European Leadership Network.

## Auszeichnungen
- 2006: Ordine della Stella della Solidarietà Italiana (Großoffizier)[5]
- 2001: Ehrendoktorwürde der Florida Atlantic University[6]
- 1994: Ehrendoktorwürde der Staatlichen Universität Baku[7]